# What Not to Wear (Estados Unidos)
What Not to Wear é um reality show produzido nos Estados Unidos baseado no programa britânico do mesmo nome. É apresentado por Stacy London e Clinton Kelly. Teve sua estreia em 2003 pelo canal TLC nos Estados Unidos e Canadá. Também foi transmitido no Discovery Travel & Living Europa, Investigação Discovery na Espanha como ¡No te lo pongas! e  Discovery Home & Health no Brasil e Portugal como Esquadrão da Moda. Em 6 de março de 2013, a TLC anunciou que a décima temporada do programa seria a última.

## Formato
Os episódios são focados em participantes indicados por amigos, colegas de trabalho ou parentes por se vestirem mal. Porém, em alguns episódios, houve auto-indicações, como nos especiais de reunião de classe e, até mesmo, em uma votação no shopping. Nesse último citado, o What Not to Wear colocou um espelho de 360º em vários shoppings dos Estados Unidos, o que permitiu que diversas mulheres explicassem por que precisavam de conselhos de moda. Os primeiros episódios contavam com homens e mulheres; no entanto, as mudanças nos homens não traziam muita repercussão. Assim, os demais episódios passaram a contar apenas com mulheres.
Quando uma mulher era selecionada, o programa secretamente a filmava por duas semanas. Às vezes, a candidata era convidada para participar de alguma "pesquisa de mercado", com o objetivo de a conhecer melhor. Além disso, a pessoa que a indicou geralmente mostrava peças de seu guarda-roupa que achava feias.
Assim, Stacy e Clinton assistiam as filmagens e faziam comentários sobre o estilo da indicada. Depois, eles se reuniam com a candidata e seus familiares e a surpreendiam com um cartão de débito Visa em seu nome com o valor de U$5.000,00. Porém, ao aceitá-lo, ela teria que entregar todo o seu guarda-roupa para Stacy e Clinton e comprar as novas roupas sob suas "regras" (orientações feitas através da idade, forma do corpo e profissão). Se a indicada aceitasse os termos da oferta, os apresentadores dariam a ela o cartão e juntos veriam as filmagens feitas em segredo. Caso ela recusasse, nada mais era filmado e não haveria mais programa.
Depois de analisar as filmagens em segredo, a candidata era levada para Nova Iorque por uma semana, onde seria avaliado seu estilo, cabelo e maquiagem. Ao longo da semana, a participante geralmente declarava que não encontrava roupas do seu tamanho, que não gostava de seu corpo ou que não ligava para o que as outras pessoas pensavam.
No primeiro dia, Stacy e Clinton analisavam o guarda-roupa da candidata, sendo que a  mesma era levada a um espelho de 360º, onde vestia roupas que gostava e explicava porque achava que aquelas peças eram boas para ela. Depois de fazer críticas acima das escolhas, Stacy e Clinton apresentavam roupas mais apropriadas para ilustrar  "regras" que a participante devia seguir para comprar roupas novas. Durante esse processo, a roupas eram jogadas simbolicamente em uma lata de lixo; porém, na verdade, elas eram doadas para a caridade, desde que não estivessem rasgadas ou danificadas.
No segundo dia, a participante era filmada fazendo compras sozinha, em lojas como Mexx, New York & Company, Ann Taylor, Filene's Basement, Searle, H&M, Bloomingdales, Macy's e Montmartre. Stacy e Clinton assistiam as filmagens e comentavam se a candidata estava ou não seguindo as regras.
No terceiro dia, Stacy e Clinton surpreendiam a participante, comentavam sobre as compras do dia anterior e a ajudava com o restante das compras. Se as regras não tivessem sido cumpridas, as roupas eram devolvidas.
No quarto dia, o cabeleireiro Ted Gibson e maquiadora Carmindy transformavam a aparência da participante. Stacy e Clinton não participavam dessa etapa.
No quinto e último dia em Nova Iorque, a participante mostrava seu novo visual para Stacy e Clinton em três de seus novos trajes. Em seguida, era comentado seu novo estilo.
No último bloco do programa, era feita uma festa na cidade natal da participante, onde ela iria mostrar seu novo visual para os amigos e familiares, que comentavam o quanto estavam impressionados e como ela parecia feliz. Com os créditos passando, a candidata mostrava outros itens que comprou e comentava sobre como a experiência melhorou a sua confiança.

## Elenco
- Stacy London, consultora de moda
- Clinton Kelly, consultor de moda
- Ted Gibson, cabeleireiro
- Carmindy, maquiadora

### Antigo
Na primeira temporada, o programa era apresentado por Stacy London e Wayne Scot Lukas, um estilista de celebridades. Na segunda temporada, ele foi sucedido por Clinton Kelly. Da primeira a sexta temporada, Nick Arrojo foi o cabeleireiro. Na sétima temporada, Ted Gibson o substituiu.

### Participantes notáveis
Dentre as pessoas que participaram do show, estão a cantora e compositora Megan Slankard, a coreógrafa Melanie LaPatin, a nadadora Tara Kirk, e as atrizes Mayim Bialik, Shannon Elizabeth e Mindy Cohn. Tiffany também apareceu.

## O final
Os últimos episódios de What Not to Wear foram ao ar no outono de 2013. Amy Winter, a gerente geral da TLC, afirmou: "Depois de dez temporadas incríveis, sentimos que era o momento certo de terminar o programa". Stacy London disse: "Esse programa mudou a mim e a trajetória da minha vida... aprendi muito com todos nossos colaboradores [participantes] ao longo dos anos. Espero que tenhamos os tocado o quanto eles nos tocaram. Espero que tenhamos tocado os nossos telespectadores... eu sempre vou ser agradecer pelo tempo que eu passei no 'WNTW' e serei eternamente grata a TLC pelo grande coanfitrião, pela incrível equipe e pelo programa excelente". Clinton Kelly disse: "Quando comecei o trabalho, falei a todos que provavelmente faríamos dez episódios, que seriam cancelados, e eu voltaria rastejando para meu antigo emprego de publicação de revistas. Então, estou mais surpreso do que qualquer um que duramos tanto tempo. No começo, eu pensei que a essência do programa era fazer comentários sarcásticos sobre as roupas das pessoas, mas como se nota, 'WNTW' é sobre mostrar quem você é e sua comunicação não-verbal para o resto do mundo. Isso é incrivelmente poderoso".